# Alan Smith
Alan Smith, angleški nogometaš in trener, * 28. oktober 1980, Rothwell, Leeds, West Yorkshire, Anglija, Združeno kraljestvo.
Smith je nekdanji nogometni vezist, ki je igral za Leeds United, Manchester United, Newcastle United, Milton Keynes Dons in Notts County ter angleško reprezentanco.